# دیمیتریس فلیونیس
دیمیتریس فلیونیس (یونانی: Δημήτρης Φλιώνης؛ زادهٔ ۸ آوریل ۱۹۹۷) بازیکن بسکتبال اهل یونان است.
وی در مسابقات کشوری و بین‌المللی در مجموع برندهٔ ۲ مدال طلا، ۱ مدال برنز شده‌است.